# Michaela Drummond
Michaela Drummond (Te Awamutu, 5 de abril de 1998) es una deportista neozelandesa que compite en ciclismo en las modalidades de pista, especialista en la prueba de persecución por equipos, y ruta.
Ganó cuatro medallas en el Campeonato Mundial de Ciclismo en Pista entre los años 2017 y 2023.

## Medallero internacional
| Campeonato Mundial | Campeonato Mundial    | Campeonato Mundial | Campeonato Mundial      |
| Año                | Lugar                 | Medalla            | Competición             |
| ------------------ | --------------------- | ------------------ | ----------------------- |
| 2017               | Hong Kong (China)     | Medalla de bronce  | Persecución por equipos |
| 2019               | Pruszków (Polonia)    | Medalla de bronce  | Persecución por equipos |
| 2023               | Glasgow (Reino Unido) | Medalla de plata   | Persecución por equipos |
| 2023               | Glasgow (Reino Unido) | Medalla de bronce  | Scratch                 |

1. ↑  Compitió en la ronda de clasificación.

## Palmarés
2019
- 3.ª en el Campeonato de Nueva Zelanda en Ruta

2023
- 1 etapa del Tour Cycliste Féminin International de l'Ardèche

2024
- Tour de la Región de los Países del Loira
- 2 etapas de la Vuelta a Porutgal